# Cry Baby Perfume Milk
Cry Baby Perfume Milk é uma fragrância criada pela cantora Melanie Martinez, e distribuida pela Atlantic Records, marcando a primeira vez que uma gravadora emite diretamente um perfume. Perfume Milk apresenta, em sua primeira impressão, uma cumplicidade de notas de fruta escuras, enquanto leite de morango e um acorde de batom são camadas para contrastar os frutos escuros. Prevista para ser lançada em janeiro de 2017, está disponível apenas nos Estados Unidos em garrafas de 80 miligramas.